# Park im. Juliusza Słowackiego w Łodzi

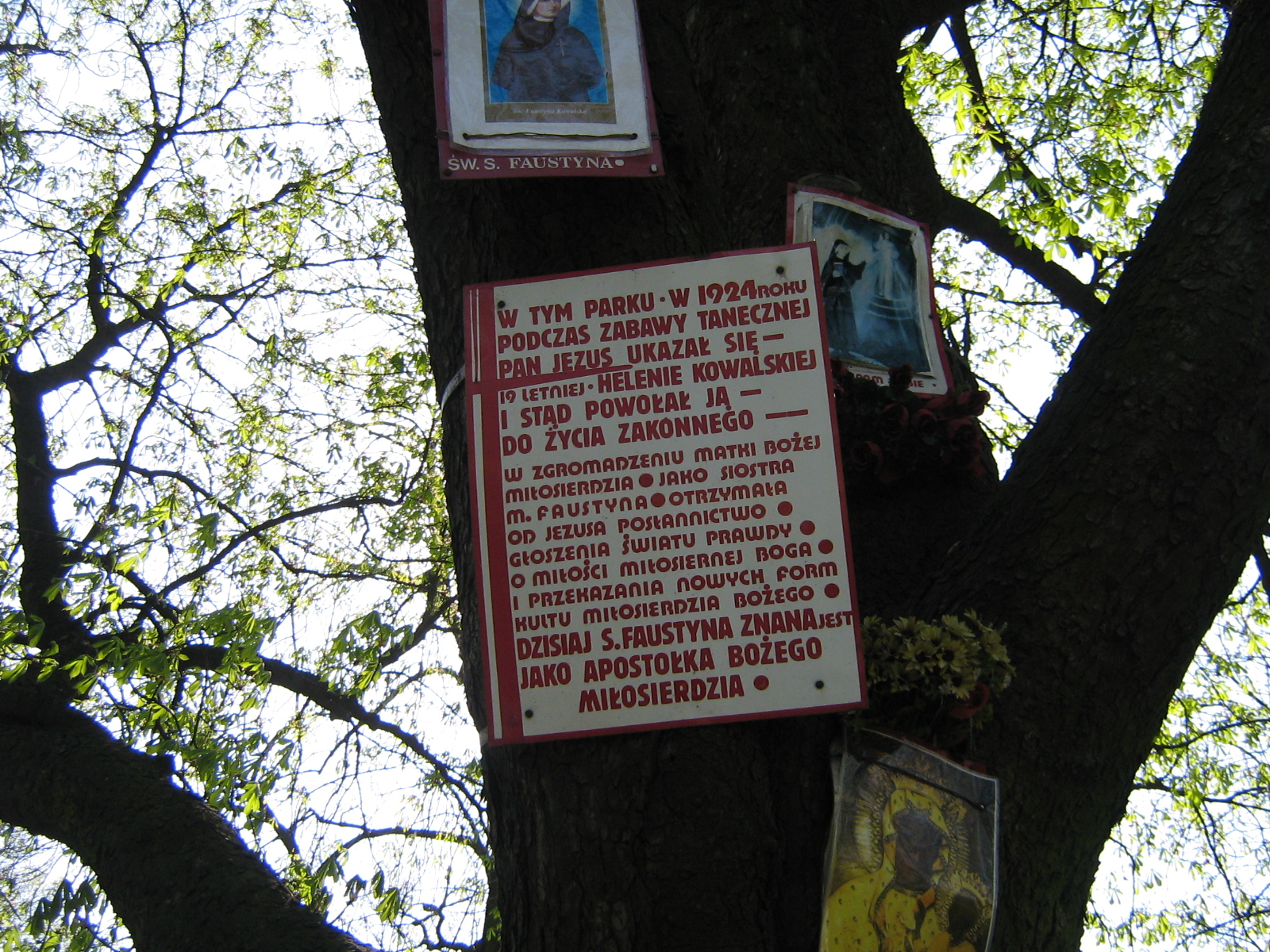
Tabliczka z informacją o objawieniach, jakie doznała w parku Faustyna Kowalska

Park Wenecja im. Juliusza Słowackiego w Łodzi (dawny Park Wenecja) – mieści się pomiędzy ul. Pabianicką, Cieszyńską, al. Politechniki oraz Rondem Lotników Lwowskich, nieopodal rzeki Jasień.

## Opis

### Koniec XIX w.
Park został założony pod koniec XIX wieku przez właściciela młyna, niejakiego Reicha i zajmował nieco mniejszy obszar niż obecnie. Na terenie parku znajdowały się wówczas stawy połączone ze sobą licznymi kanałami, stawy zasilane były wodą z Jasienia. Ze względu na swój charakter park nazwano „Wenecją", nazwa ta przetrwała prawie do II wojny światowej. W czasie okupacji park nazwany został Zwergpark, następnie nosił imię Juliusza Słowackiego (bez dopisku „Wenecja").
Pomimo iż na tabliczce stojącej u wejścia do parku u zbiegu ul. Cieszyńskiej i al. Politechniki jest napisane "Park Wenecja im. J. Słowackiego", to w parku nie ma kanałów, ani stawów, jak również zabagnionej kałuży, jaka jeszcze w miejscu stawu znajdowała się pod koniec XX wieku.

### Dwudziestolecie międzywojenne
Zanim park przeszedł na własność miasta kilkukrotnie zmieniał właścicieli, którzy udostępniali go do zwiedzania za odpowiednią opłatą. W latach 20. XX wieku wejście kosztowało 20 groszy w dni powszednie, a 50 groszy w dni, kiedy organizowane były imprezy. W celu zachęcenia łodzian do wizyt w parku wybudowano restaurację, salę taneczną oraz salę teatralną. Właściciele organizowali potańcówki, spektakle, występy kuglarzy, loterie, pokazy sztucznych ogni, konkursy. Wejście do parku znajdowało się od strony ul. Pabianickiej. Utrzymanie ogrodu przewyższało jednak dochody płynące ze sprzedaży biletów i ostatni właściciel planował rozparcelowanie terenu na działki budowlane, lecz łódzki Magistrat uratował park od likwidacji. W 1933 roku miasto podpisało umowę kupna parku za sumę 300 000 zł, park przeszedł na własność miasta w 1937 roku, został zmodernizowany i oddany do użytku publicznego. Wówczas też nadano mu imię Juliusza Słowackiego.

### Okres powojenny
Po II wojnie światowej zasypano część kanału i tak rozpoczął się okres stopniowego "osuszania" parku. W 1956 roku teren parku od strony zachodniej został zajęty przez wydłużoną wówczas ulicę Żeromskiego (dziś al. Politechniki), dołączono zaś trójkątny teren na południu parku, wybudowano łączące obydwie części parku aleje oraz zasypano resztę kanału i część stawu. Oznaką po istniejącym stawie jest zagłębienie w środkowej części parku.
W północnej części parku, przy ul. Cieszyńskiej, znajduje się plac zabaw dla dzieci, stoły do ping-ponga oraz boisko do koszykówki, zaś bliżej ronda Lotników Lwowskich znajduje się skupisko stołów szachowych (miejsce popularne wśród łódzkich szachistów, cyklicznie odbywają się tam imprezy szachowe organizowane przez Regionalne Stowarzyszenie Szachowe Osób Niepełnosprawnych "Skorpion").
Z dniem 18 kwietnia 2024 r. nazwa parku uległa zmianie na Park Wenecja im. Juliusza Słowackiego.

### Św. Faustyna Kowalska
Z parkiem związana jest historia katolickiej świętej Faustyny Kowalskiej, która to pierwszego objawienia doznała właśnie w Parku Wenecja, w lipcu 1924 roku podczas zabawy tanecznej, na którą poszła z siostrą. Miejsce objawienia otoczone jest kultem, na kasztanowcu rosnącym w północno-zachodniej części parku przyczepionych jest wiele obrazków, kwiatów, tablica informacyjna, a pod drzewem palą się świeczki.